# 煙色美洲石鱥
煙色美洲石鱥（學名：Lythrurus fumeus）為輻鰭魚綱鯉形目雅羅魚科的其中一種，分布於北美洲美國伊利諾伊州中部密西西比河至阿拉巴馬州西北部、路易斯安那州和奧克拉荷馬州東部；從路易斯安那州龐恰特雷恩湖到德克薩斯州納維達河流域，本魚體細長且側扁，大眼睛，眼睛的直徑大於口鼻部的長度，背鰭沒有明顯的黑點，背部通常呈橄欖色，腹面銀白色，側面有銀黑色條帶，體長可達7公分，棲息在水質清澈、沙泥底質的小溪流，繁殖期在春末至夏季，會築巢產卵，屬雜食性。